# Meagen Nay
Meagen Nay, né le 5 octobre 1988 à Gold Coast, est une nageuse australienne.

## Biographie
Aux Championnats du monde 2009, elle participe aux séries du relais 4 × 100 m nage libre qui terminera médaillé de bronze. Elle renonce aux épreuves individuelles pour pouvoir assister aux funérailles de son frère mort dans un accident de voiture.
Elle a participé aux Jeux olympiques d'été de 2008 et 2012 où elle terminé respectivement septième et cinquième du 200 mètres dos.

## Palmarès

### Championnats du monde

#### Grand bassin
- Championnats du monde 2009 à Rome (Italie)
  -  Médaille de bronze du relais 4 × 100 m nage libre.

### Jeux du Commonwealth
- Jeux du Commonwealth de 2010 à Delhi (Inde) :
  -  Médaille d'or du 200 m dos.
  -  Médaille d'or du relais 4 × 200 m nage libre.

### Championnats pan-pacifiques
- Championnats pan-pacifiques 2010 à Irvine (États-Unis) :
  -  Médaille de bronze du relais 4 × 200 m nage libre.